# Distant Early Warning Line
O Distant Early Warning Line, também conhecido como Linha DEW ou Early Warning Line, foi um sistema de estações de radar localizadas na região do norte do Ártico no Canadá, com estações adicionais ao longo da costa norte e Ilhas Aleutas do Alasca, além das Ilhas Faroé, Groenlândia e Islândia. Foi criada para detectar bombardeiros oriundos da União Soviética, durante a Guerra Fria, e fornecer um alerta antecipado sobre qualquer invasão por mar e terra.